# Лучия Ацолина
Лучия Ацолина (на италиански: Lucia Azzolina) е италиански политик.

## Биография
Лучия Ацолина е родена на 25 август 1982 г. в Сиракуза, Италия. Учи във Философския факултет на Университета на Катания, където получава бакалавърска степен по историята на философията. Специализира в Университета на Пиза и получава квалификация да преподава история и философия в средното училище. През 2008 г. започва да преподава в гимназии в Ла Специя и Сарцана. След това се записва в юридическия факултет на Университета в Павия, където през декември 2013 г. завършва със специализация по административно право. Не престава същевременно да преподава в гимназиални училища. През януари 2014 г. става член на Института за висше образование „Джузепе и Куинтино Села“ в Биела.
След като завършва право, решава да започне юридическа практика, занимаваща се с училищното право. В същото време е много активна в Съюза на АНЕИФ, първо в Пиемонт, а след това оперира в Ломбардия повече от година и половина.
След като се оттегля от съюза, тя се връща към преподаването през 2017 г. в Института за висше образование „Джузепе и Куинтино Села“ в Биела, като влиза в администрацията на директора.
През януари 2018 г. по предложение на Движение „5 звезди“ тя е кандидат за народен представител от Новара-Биела-Верчели-Вербания и част от провинция Алесандрия, което я превръща в жената кандидат, събрала най-много гласове. Това ѝ позволява да влезе на второ място в пропорционалния списък. На 19 март 2018 г. тя е провъзгласена за депутат на Италианската република, избрана в XVIII законодателно събрание.
Представила е няколко въпроса, свързани със света на училището, като член на VII комисията по култура, изследвания и образование на Камарата на депутатите.
На 28 декември 2019 г. е назначена за министър в Министерството на образованието, университетите и научните изследвания във второто правителство на Джузепе Конте.